# John Cusack
Pour les articles homonymes, voir Cusack.
Ne pas confondre avec Joan Cusack, sa sœur, également actrice.
John Cusack est un acteur, producteur, scénariste et chanteur américain né le 28 juin 1966 à Evanston (Illinois).

## Biographie

### Enfance et famille
John Paul Cusack est né à Evanston dans l'Illinois aux États-Unis, dans une famille catholique irlando-américaine. Son père, Richard (Dick) Cusack (1925–2003) était aussi un acteur et réalisateur de documentaires et possédait sa propre société de production. Il était également l'ami du militant Philip Berrigan. Sa mère Nancy (née Carolan) est une ancienne enseignante en mathématiques et militante politique.
Il est le frère de Joan, Ann, Bill et Susie.

### Carrière

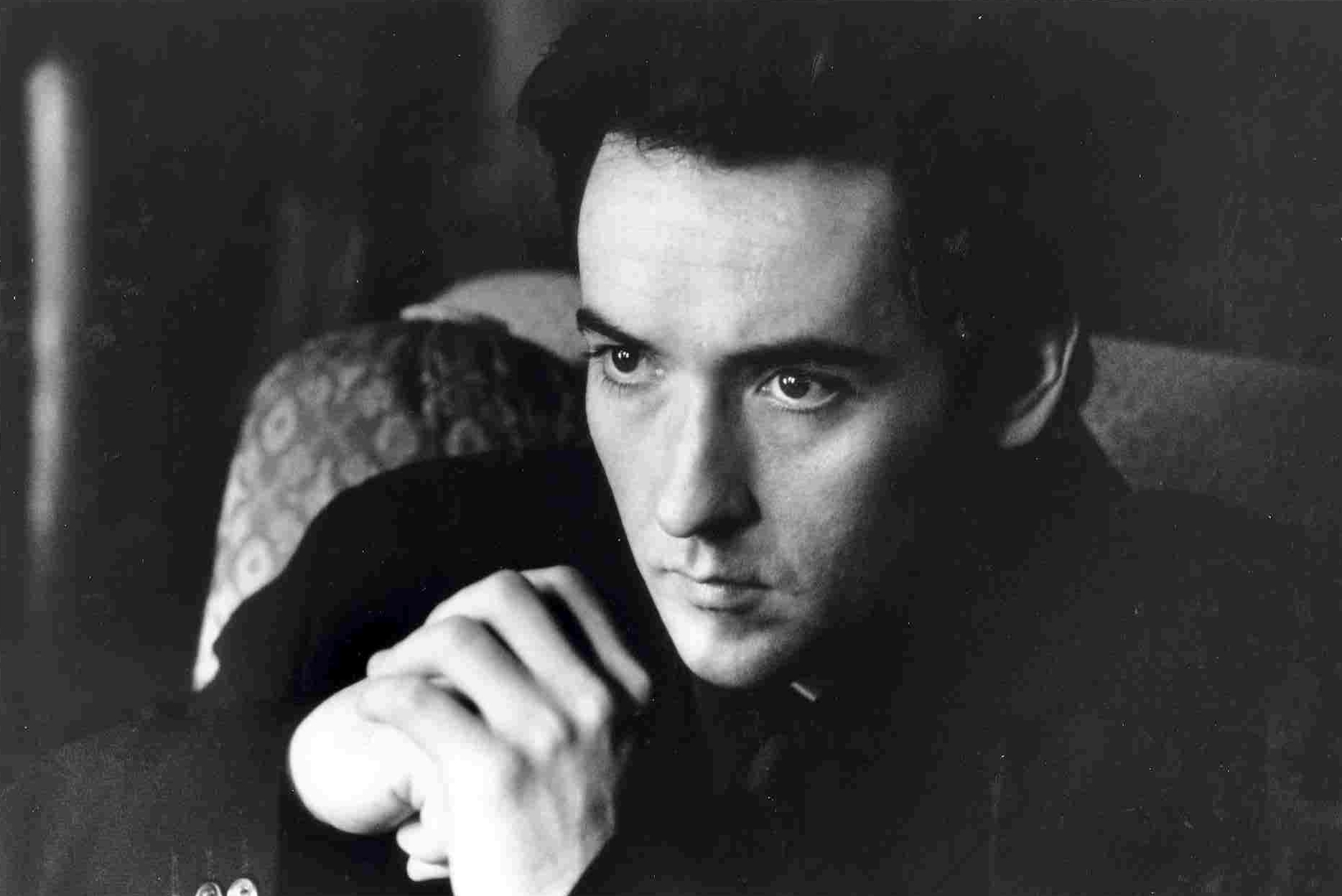
John Cusack dans Tueurs à gages (1997).

John Cusack a notamment tourné sous la direction de Stephen Frears (Les Arnaqueurs et High Fidelity), Alan Parker (Aux bons soins du docteur Kellogg), Terrence Malick (La Ligne rouge), Tim Robbins (Broadway 39e rue), Spike Jonze (Dans la peau de John Malkovich), Clint Eastwood (Minuit dans le jardin du bien et du mal), Roland Emmerich (2012), Rob Reiner (Stand by Me) et Woody Allen (Ombres et Brouillard et Coups de feu sur Broadway).
À la fin des années 1990, il confirme son statut de vedette avec les succès au box-office : Tueurs à gages et Les Ailes de l'enfer, deux blockbuster de Jerry Bruckheimer où il partage l'affiche avec Nicolas Cage et John Malkovich.
Les années suivantes, il apparaît dans des films très divers : en marionnettiste dans Dans la peau de John Malkovich, en propriétaire de magasin de disques malheureux en amour dans High Fidelity ou en assassin dans la satire politique War, Inc., où il joue avec Hilary Duff et Marisa Tomei.

### Prises de position

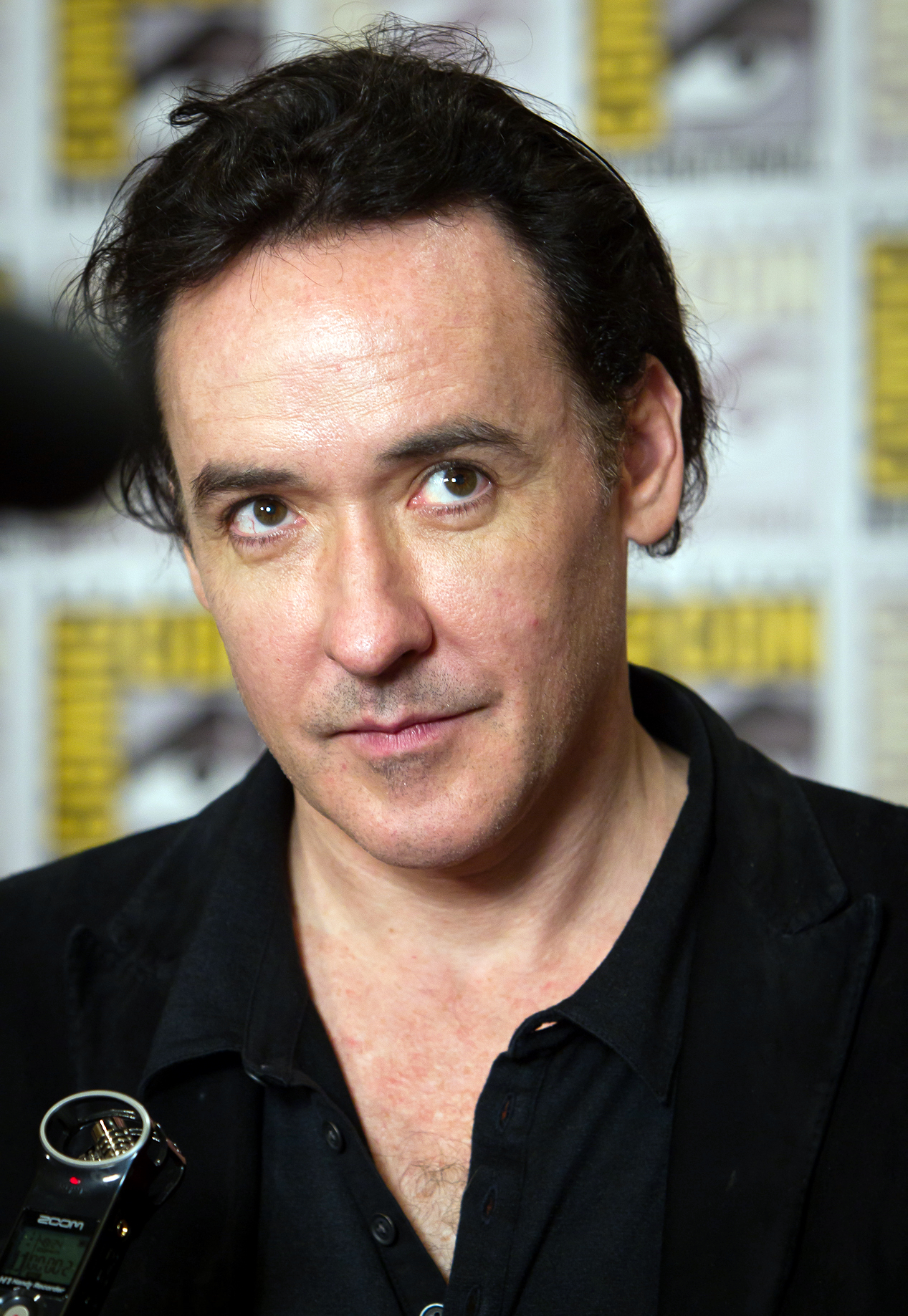
John Cusack au San Diego Comic-Con International en juillet 2011.

En septembre 2014, dans une interview au quotidien britannique The Guardian à l’occasion de la sortie du film Maps to the Stars, John Cusack parle avec amertume du monde des studios d'Hollywood. Concernant la question de l'obsolescence programmée des acteurs et du sexisme ambiant, il affirme : 

« J'ai encore 15 ou 20 ans avant d'être considéré comme un vieux. Pour les femmes, c'est violent. La formule de Bruce [Bruce Wagner, le scénariste du film] “à 26 ans, vous êtes ménopausée”, est absurde mais n'est pas loin de la vérité. J'ai des amies actrices qui ont été mises à l'écart, à 29 ans. [Les studios] veulent juste s'ouvrir une nouvelle boîte de gamines sexy de 22 ans. C'est limite en train de devenir du porno pour gamins,. »

Il ajoute, concernant les jeunes actrices débarquées sur le marché : 

« Quand j'étais enfant, les gens s'occupaient de toi. Il y avait des personnes bienveillantes dans le business. […] Pacino [à qui il a donné la réplique dans City Hall] te parlait, t'encadrait. Aujourd'hui, c'est différent. Le système ne fait que bouffer les jeunes acteurs avant de les recracher. C'est dur de survivre sans avoir une sphère de sécurité, […] C'est une maison close et les gens deviennent dingues. »

Lors de la campagne pour l'élection présidentielle américaine de 2016, il publie sur Twitter le message : « J'aime beaucoup Bernie Sanders ». Il lui renouvelle son soutien lors des primaires démocrates de 2020.

## Prises de position
En 2019, il partage (puis retire) sur Twitter une illustration représentant une main ornée d'une étoile de David, opprimant un groupe de personnes. Le texte dit : « Pour savoir qui décide, cherchez qui vous n'avez pas le droit de critiquer » (To learn who rules over you, simply find out who you are not allowed to criticise),,. John Cusack ajoute son propre commentaire « Suivez l'argent » (Follow the money).
Devant la polémique soulevée, il présente ses excuses et explique cette publication par une volonté de critiquer un bombardement israélien. Il déclare : "Un robot [bot] m'a eu - je pensais que j'approuvais un retweet en faveur de la justice palestinienne - d'un message antérieur - il provenait, je pense, d'une source différente - je n'aurais pas dû le retweeter",,,. 
En 2023-2024, à l'occasion de la guerre entre Israël et le groupe terroriste Hamas, il tweet et retweet du contenu contre le régime Israélien (accusations de génocide, nazification des Israéliens, ...). Il participe également à la marche de Chicago dont il publie son compte-rendu personnel.
Le 28 Juin 2025, sur son compte X, il appelle de ses voeux l'Iran de se doter a nouveau de l'arme nucléaire : "Iran will surely rush to get a nuclear weapon- and they should get one - it’s the only way to deter US and Israel  from bombing every country in Middle East".

## Filmographie

### Cinéma

#### Années 1980
- 1983 : Class de Lewis John Carlino : Roscoe Maibaum
- 1984 : Seize Bougies pour Sam (Sixteen Candles) de John Hughes : Bryce
- 1984 : Grandview, U.S.A. de Randal Kleiser : Johnny Maine
- 1985 : Garçon choc pour nana chic (The Sure Thing) de Rob Reiner : Walter « Gib » Gibson
- 1985 : Natty Gann (The Journey of Natty Gann) de Jeremy Kagan : Harry
- 1985 : Gagner ou mourir (Better Off Dead...) de Savage Steve Holland : Lane Meyer
- 1986 : Stand by Me de Rob Reiner : Denny Lachance
- 1986 : Un été fou fou fou (One Crazy Summer) de Savage Steve Holland : Hoops McCann
- 1987 : À la poursuite de Lori (Hot Pursuit) de Steven Lisberger : Dan Bartlett
- 1987 : Broadcast News de James L. Brooks : Le messager énervé
- 1988 : Les Coulisses de l'exploit (Eight Men Out) de John Sayles : George Weaver
- 1988 : Tapeheads de Bill Fishman : Ivan Alexeev
- 1989 : Un monde pour nous (Say Anything…) de Cameron Crowe : Lloyd Dobler
- 1989 : Les Maîtres de l'ombre (Fat Man and Little Boy) de Roland Joffé : Michael Merriman

#### Années 1990
- 1990 : Les Arnaqueurs (The Grifters) de Stephen Frears : Roy Dillon
- 1991 : Le Jeu du Pouvoir (True Colors) d'Herbert Ross : Peter Burton
- 1992 : Ombres et Brouillard (Shadows and Fog) de Woody Allen : Jack
- 1992 : Bob Roberts de Tim Robbins : L'invité d'honneur de Tranches de vif
- 1992 : Roadside Prophets d'Abbe Wool : Caspar
- 1993 : Cœur de métisse (Map of the Human Heart) de Vincent Ward : The Mapmaker
- 1993 : Money for Nothing de Ramón Menéndez : Joey Coyle
- 1994 : Aux bons soins du docteur Kellogg (The Road to Wellville) d'Alan Parker : Charles Ossining
- 1994 : Coups de feu sur Broadway (Bullets Over Broadway) de Woody Allen : David Shayne
- 1994 : Floundering de Peter McCarthy : JC
- 1996 : City Hall d'Harold Becker : Kevin Calhoun
- 1997 : Tueurs à gages (Grosse Pointe Blank) de George Armitage : Martin Blank
- 1997 : Les Ailes de l'enfer (Con Air) de Simon West : Vince Larkin
- 1997 : Anastasia de Don Bluth et Gary Goldman : Dimitri (voix)
- 1997 : Minuit dans le jardin du bien et du mal (Midnight in the Garden of Good and Evil) de Clint Eastwood : John Kelso
- 1998 : This Is My Father de Paul Quinn : Eddie Sharp
- 1998 : La Ligne rouge (The Thin Red Line) de Terrence Malick : Capitaine John Gaff
- 1998 : Chicago Cab de Mary Cybulski et John Tintori : L'homme effrayé
- 1999 : Les Aiguilleurs (Pushing Tin) de Mike Newell : Nick Falzone
- 1999 : Broadway, 39ème rue (Cradle Will Rock) de Tim Robbins : Nelson Rockefeller
- 1999 : Dans la peau de John Malkovich (Being John Malkovich) de Spike Jonze : Craig Schwartz

#### Années 2000
- 2000 : High Fidelity de Stephen Frears : Rob Gordon
- 2001 : Couple de stars (America's Sweethearts) de Joe Roth : Eddie Thomas
- 2001 : Un amour à New York (Serendipity) de Peter Chelsom : Jonathan Trager
- 2002 : Max de Menno Meyjes : Max Rothman
- 2003 : Identity de James Mangold : Edward "Ed"
- 2003 : Le Maître du jeu (Runaway Jury) de Gary Fleder : Nicholas Easter
- 2005 : La Main au collier (Must Love Dogs) de Gary David Goldberg : Jake
- 2005 : Faux Amis (The Ice Harvest) d'Harold Ramis : Charlie Arglist
- 2006 : Le Contrat (The Contract) de Bruce Beresford : Ray Keene
- 2007 : Chambre 1408 (1408) de Mikael Håfström : Mike Enslin
- 2007 : Grace Is Gone de James C. Strouse : Stanley Phillips
- 2008 : War, Inc. de Joshua Seftel : Hauser
- 2008 : Igor de Anthony Leondis : Igor (voix)
- 2009 : 2012 de Roland Emmerich : Jackson Curtis
- 2009 : Un enfant pas comme les autres (The Martian Child) de Menno Meyjes : David
- 2009 : Shanghai de Mikael Håfström : Paul Soames

#### Années 2010
- 2010 : La Machine à démonter le temps de Steve Pink : Adam
- 2011 : 48 Heures chrono (The Factory) de Morgan O'Neill : Mike
- 2012 : L'Ombre du mal (The Raven) de James McTeigue : Edgar Allan Poe
- 2012 : Paperboy de Lee Daniels : Hillary Van Wetter
- 2012 : No somos animales d'Alejandro Agresti : Tony
- 2012 : Code ennemi (The Numbers Station) de Kasper Barfoed : Emerson Kent
- 2013 : Adult World de Scott Coffey : Rat Billings
- 2013 : Le Majordome (The Butler) de Lee Daniels : Richard Nixon
- 2013 : Suspect (The Frozen Ground) de Scott Walker : Robert Hansen
- 2013 : Grand Piano d'Eugenio Mira (en) : Clem
- 2014 : Maps to the Stars de David Cronenberg : Dr Stafford Weiss
- 2014 : Drive Hard de Brian Trenchard-Smith : Simon Keller
- 2014 : L'Instinct de tuer (The Bag Man) de David Grovic : Jack
- 2014 : The Prince de Brian A. Miller : Sam
- 2014 : Love and Mercy de Bill Pohlad : Brian Wilson âgé
- 2014 : Traffics d'Alan White : Benjamin
- 2015 : Dragon Blade (Tian jiang xiong shi) de Daniel Lee Yan-kong : Lucius
- 2015 : Chi-Raq de Spike Lee : Pasteur Michael Pfleger
- 2015 : La Machine à démonter le temps 2 (Hot Tub Time Machine 2) de Steve Pink : Adam Sr. (version longue uniquement)
- 2016 : Cell Phone de Tod Williams : Clay Riddell
- 2017 : Arsenal de Steven C. Miller : Sal
- 2017 : Kronos : Le Soulèvement des machines (Singularity) de Robert Kouba : Elias Van Dorne
- 2017 : Blood Money de Lucky McKee : Miller
- 2018 : Cops Incrimination (River Runs Red) de Wes Miller : Horace
- 2018 : Distorted de Rob W. King : Vernon Sarsfield
- 2019 : Never Grow Old d'Ivan Kavanagh : Dutch Albert

#### Années 2020
- 2022 : Pursuit de Brian Skiba : Jack Calloway
- 2024 : Jie Mi de Sicheng Chen : Liseiwicz
- 2024 : Fog of War de Michael Day : Robert

#### Courts métrages
- 1989 : Elvis Stories de Ben Stiller : Corky

### Télévision

#### Séries télévisées
- 1996 : Frasier : Greg (voix)
- 2013 : Doll & Em : John
- 2020 : Utopia : Dr Kevin Christie

#### Téléfilm
- 1999 : Jack Bull (The Jack Bull / La traque sauvage) de John Badham : Myrl Redding

## Distinctions

### Récompenses
- 1990 : Chicago Film Critics Association Awards : Acteur le plus prometteur pour Un monde pour nous

### Nominations
- 2000 : Independent Spirit Awards 2000 du meilleur acteur pour Dans la peau de John Malkovich
- 2001 : BAFTA du meilleur scénario adapté pour High Fidelity
- 2001 : Golden Globes du meilleur acteur dans une comédie pour High Fidelity
- 2001 : London Critics Circle Film Awards de l'acteur de l'année pour Dans la peau de John Malkovich

## Voix françaises
En France, Renaud Marx est la voix régulière de John Cusack. Bernard Gabay l'a également doublé à six reprises et Patrick Mancini à quatre reprises.
Au Québec, il est régulièrement doublé par Pierre Auger.